# Conocybe candida
Conocybe candida är en svampart som först beskrevs av Cooke & Massee, och fick sitt nu gällande namn av Roy Watling 1977. Conocybe candida ingår i släktet Conocybe och familjen Bolbitiaceae.   Inga underarter finns listade i Catalogue of Life.